# Kunzer
Kunzer è una città dell'India di 1.901 abitanti, situata nel distretto di Baramulla, nel territorio del Jammu e Kashmir. In base al numero di abitanti la città rientra nella classe VI (meno di 5.000 persone).

## Geografia fisica
La città è situata a 34° 5' 15 N e 74° 30' 5 E e ha un'altitudine di 1.760 m s.l.m..

## Società

### Evoluzione demografica
Al censimento del 2001 la popolazione di Kunzer assommava a 1.901 persone, delle quali 900 maschi e 1.001 femmine. I bambini di età inferiore o uguale ai sei anni assommavano a 245, dei quali 100 maschi e 145 femmine. Infine, coloro che erano in grado di saper almeno leggere e scrivere erano 867, dei quali 562 maschi e 305 femmine.